# 群青

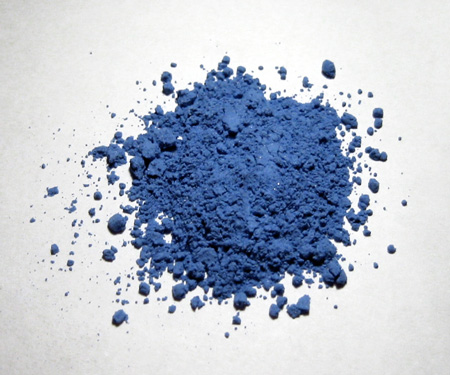
天然群青

群青（英語：Ultramarine），是一种蓝色颜料，主要成分为双硅酸铝盐和钠盐以及其他一些硫化物或硫酸盐，天然形式为青金石。原本是挑选青金岩磨制、浸洗、提取而成，步骤极其繁琐，价值可达宝石原价十倍甚至等同黄金。现在有人工合成的群青，其价格低廉、纯度更高，并且因为颗粒尺寸更一致，导致颜色更艳、反光更均匀。

## 群青的象徵意義
- 群青是象徵聖母瑪麗亞的尊貴顏色。[5]
- 由於群青色在早期不易取得，所以也有珍貴以及不易的意思。

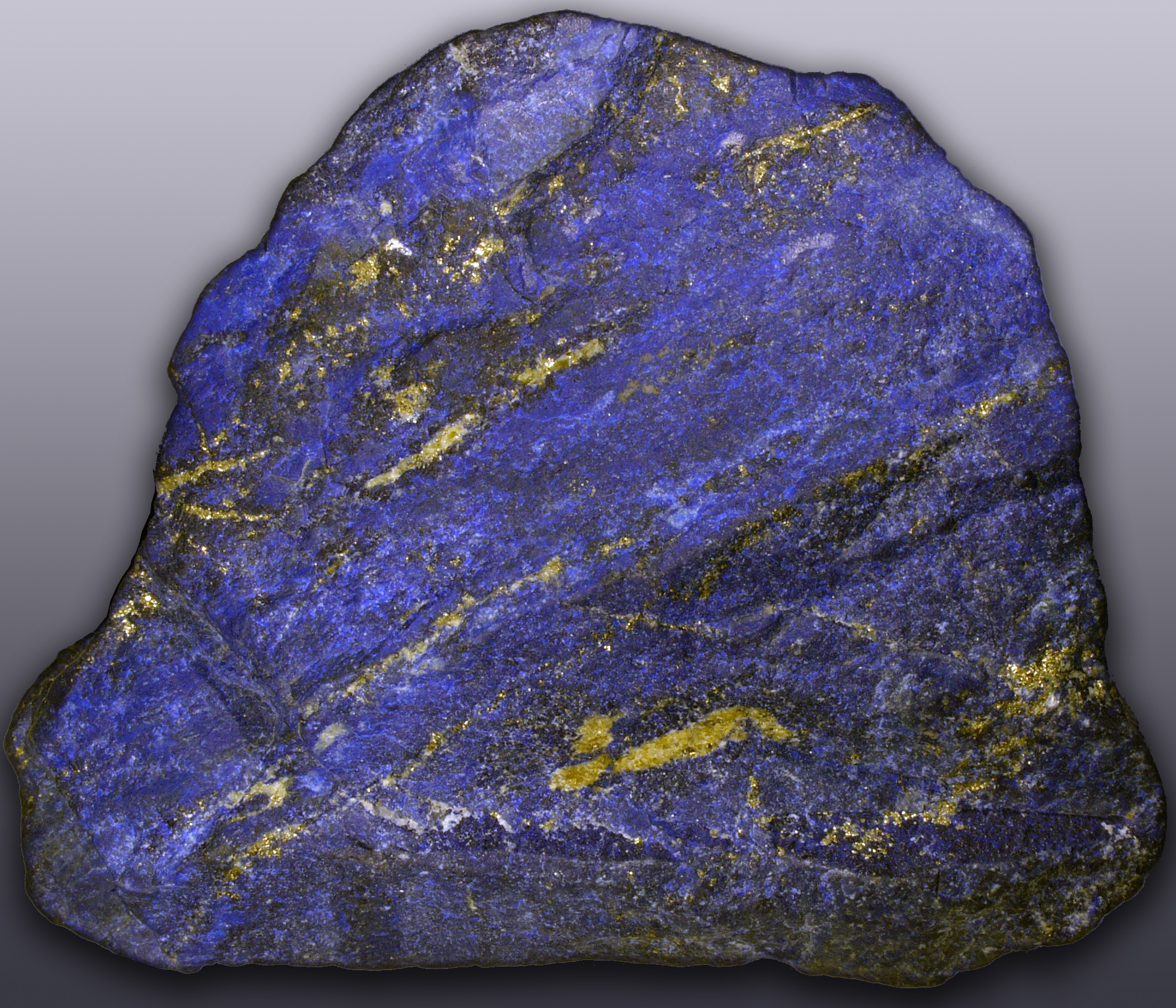
阿富汗青金岩
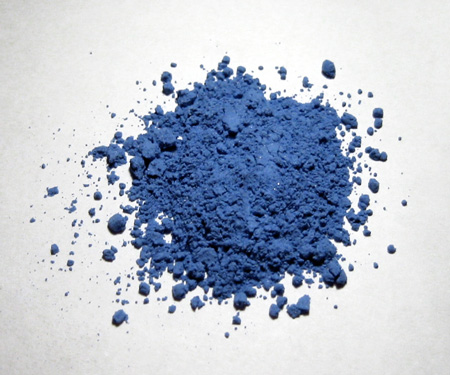
天然群青
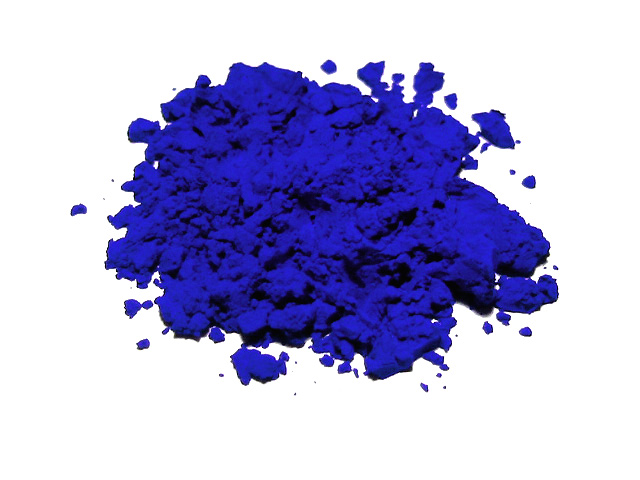
合成群青（蓝）
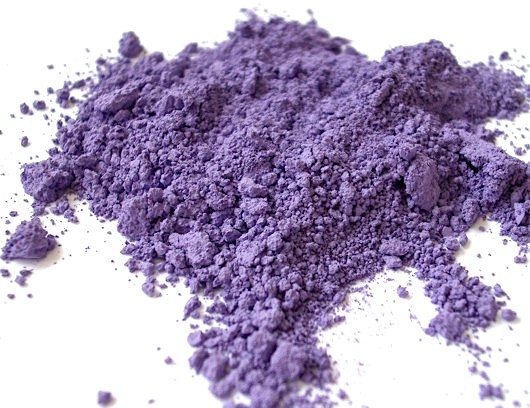
合成群青（紫）

## 變種
- 電群青（Electric Ultramarine），於HSV色彩屬性模式中介乎藍色與紫。[6]
- 群青藍（Ultramarine Blue）──用於帆布、油畫布的染料。